# Elisabeth Böckel
Elisabeth Böckel (* unbekannt; † unbekannt) war eine deutsche Eiskunstläuferin, die im Einzellauf und Paarlauf startete.
Elisabeth Böckel war nach Ellen Brockhöft die erfolgreichste deutsche Eiskunstläuferin in den Zwanziger Jahren. 1921 und 1925 wurde sie deutsche Vize-Meisterin hinter ihr. Böckel gewann bei ihrer ersten Weltmeisterschaft 1925 in Davos die Bronzemedaille hinter Herma Szabó und Ellen Brockhöft. Ein Jahr später bestritt sie in Stockholm bereits ihre letzte Weltmeisterschaft im Einzellauf. Sie wurde Vierte. Im Paarlauf trat sie mit Otto Hayek bei der Weltmeisterschaft 1931 in Berlin an, sie wurden allerdings Letzte. Sie startete für den Berliner EV 1886.

## Ergebnisse
| Wettbewerb / Jahr        | 1919 | 1920 | 1921 | 1925 | 1926 | 1931 |
| ------------------------ | ---- | ---- | ---- | ---- | ---- | ---- |
| Weltmeisterschaften      |      |      |      | 3.   | 4.   | 9.*  |
| Deutsche Meisterschaften | 3.   | 3.   | 2.   | 2.   |      |      |

(*) im Paarlauf mit Otto Hayek
| Personendaten    | Personendaten                        |
| ---------------- | ------------------------------------ |
| NAME             | Böckel, Elisabeth                    |
| KURZBESCHREIBUNG | deutsche Eiskunstläuferin            |
| GEBURTSDATUM     | 19. Jahrhundert oder 20. Jahrhundert |
| STERBEDATUM      | 20. Jahrhundert                      |